# مویسس سانچز
مویسس سانچز (انگلیسی: Moisés Sánchez؛ زادهٔ ۲۱ سپتامبر ۱۹۸۰) کشتی‌گیر اهل اسپانیا است.